# ダンデノング

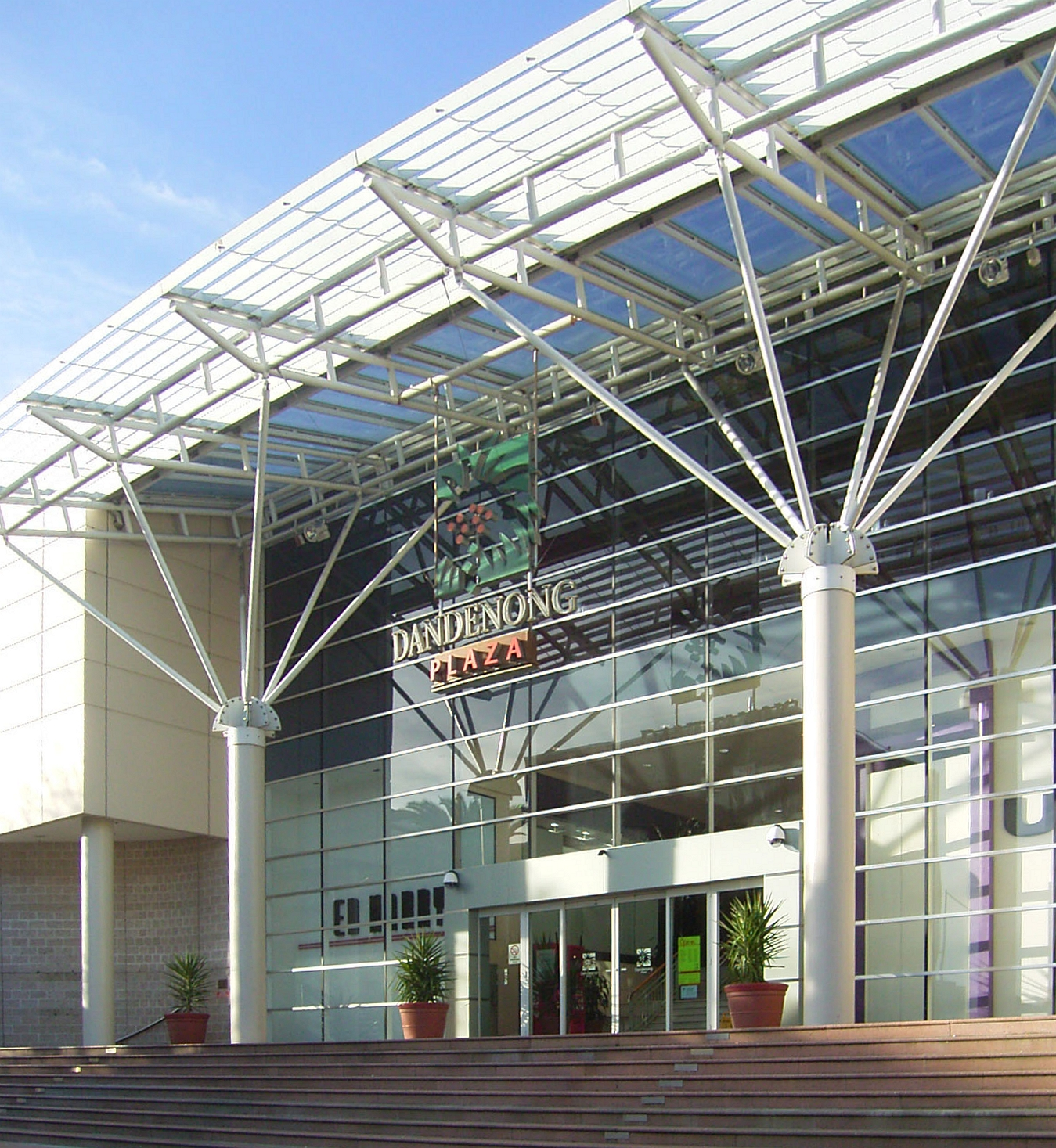
ダンデノグプラザ

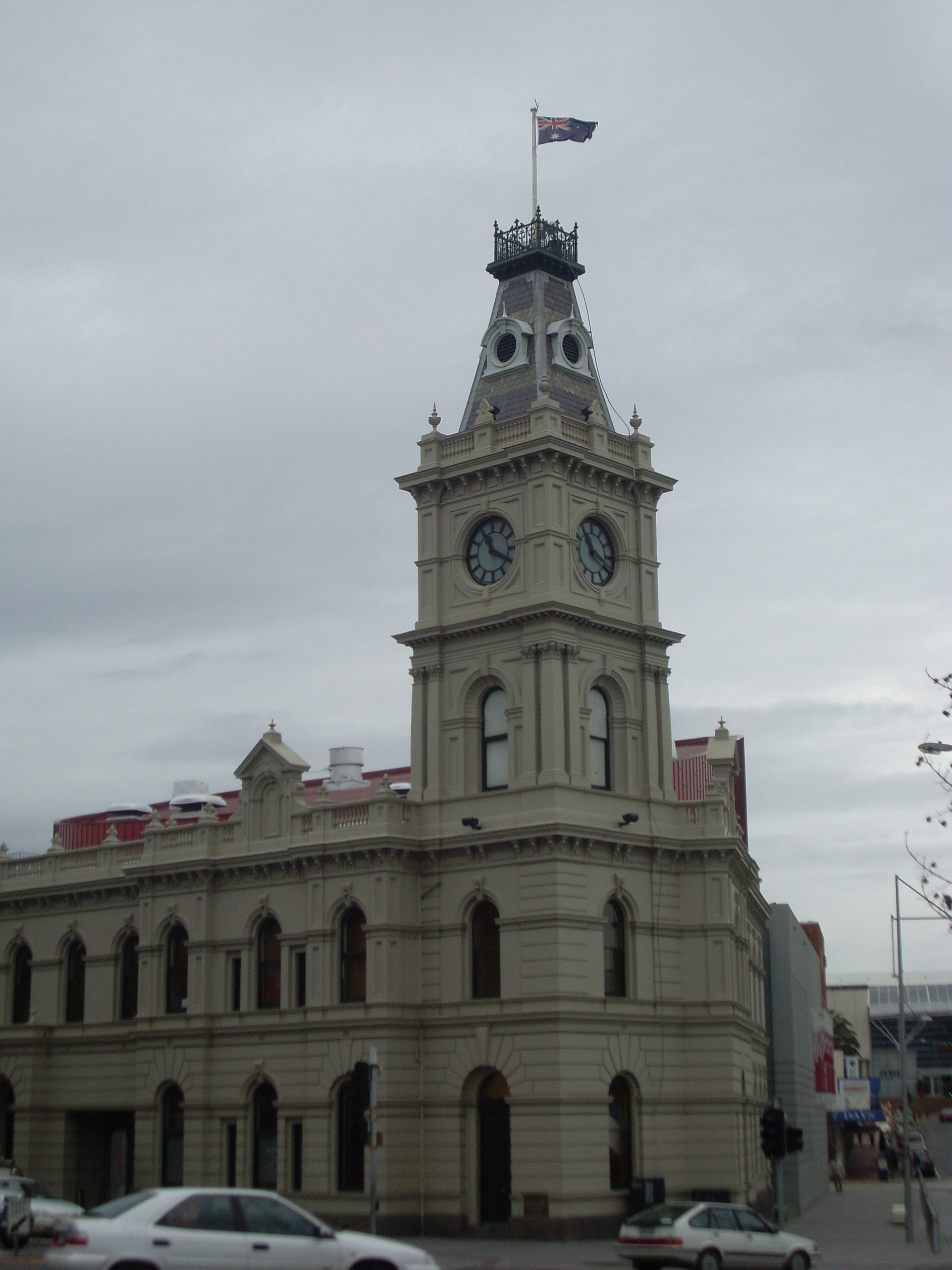
タウンホール

ダンデノング（Dandenong）は、オーストラリア、ビクトリア州の州都メルボルンのサバーブ。地元の発音は「ダンデノン」。

## 歴史
- 先住民ウォイウルング（Woiwurrung）族が居住。　ダンデノングの地名は、ウォイウルング族の言葉で「高い山」を意味する "Tanjenong" が派生[2][3][4][5]。

- 1837年、ジョセフ・ハウドン（Joseph Hawdon）が家畜をシドニーから移送。
- 1840年、ダンデノング・クリーク最初の橋が架けられる。
- 1848年7月1日、ダンデノング郵便局開局[6]
- 1850年代後半までに、メルボルンと連絡する道路が建設。
- 1852年、市制開始
- 1866年、家畜市場が開かれる[7]。
- 1861年時点で、住宅40戸、市民の数193名。
- 1873年、ダンデノング・シャー（Dandenong Shire）の設立。
- 1877年、ダンデノング駅が開業。
- 世界大戦後の工業好景気により、イタリア、ギリシャなどヨーロッパ諸国から移民が流入。

## 教育
- 州立中高学校（ハイスクール）：
  - Lyndale Secondary College
  - Dandenong High School
  - St John's Regional College

- Catholic primary school 2校
- Emerson School：軽度知的障がい者のためのスペシャリスト・スクール。

## スポーツ
- アソシエイション・フットボール（サッカー）. 
  - Dandenong Thunder
  - Dandenong City Soccer Club

- オーストラリアン・ルールズ・フットボール
  - Dandenong Redlegs (formerly Dandenong Demons/Dandenong West)
  - Dandenong Stingrays
  - St John's Old Collegians
  - Dandenong Saints

- クリケット
  - Dandenong Cricket Club
  - Dandenong Women's Cricket Club
  - Buckley Ridges
  - Dandenong North
  - Dandenong West
  - St Mary's Cricket Clubs
  - Coomoora
  - Keysborough
  - Lyndale
  - Parkfield
  - Silverton
  - Southern Pirates
  - Springvale
  - Springvale South Cricket Clubs

- ゴルフコース
  - Forest Hills Golf Club[8]

### ダンデノング・ステイディアム
ダンデノング・レインジャーズ（Dandenong Rangers、オーストラリア女子野球リーグのチーム）のホーム

## 人々
- サイモン・マッキーオン（Simon McKeon） - 2011年のオーストラリア人（今年の人、Australian of the Year）、社会起業家。ヴィクトリア人
- ジョン・ファーナム - 1987年のオーストラリア人、歌手、表現者
- ガブリエラ・チルミ - 歌手
- ヴィンス・グレッラ - サッカー選手。ブラックバーン・ローヴァーズFC、サッカールー
- Jamie McCarney - 役者
- スコット・マクドナルド - サッカー選手。　ミドルズブラFC、サッカールー。
- アンドリュー・ボーガット - バスケットボール選手
- CDB - 音楽グループ
- Ken Bennett - 　元オーストラリアン・ルールズ・フットボール選手。　コリングウッド・フットボール・クラブ（Collingwood）。
- Mark Jamieson - 自転車選手

## 交通
ダンデノング鉄道駅（Dandenong railway station）

## 姉妹都市
- 徐州市, 江蘇省, 中国 1996

## 参照
1. ↑  Template:Census 2021 AUS
2. ↑  http://www.cclc.vic.gov.au/history/topics/placenames.html#D
3. ↑  http://www.greaterdandenong.com/Documents.asp?ID=5898&Title=Greater+Dandenong's+History
4. ↑  “4.0 What's In A Name?”. 2007年9月1日時点のオリジナルよりアーカイブ。2007年8月24日閲覧。
5. ↑  “RLHP Local Stories: Name Origins of Places In Rowville and Lysterfield”. 2012年3月17日時点のオリジナルよりアーカイブ。2007年8月24日閲覧。
6. ↑  Premier Postal History. “Post Office List”. 2008年4月11日閲覧。
7. ↑  “Dandenong History”. 2007年1月9日閲覧。
8. ↑  Golf Select. “Forest Hills”. 2009年5月11日閲覧。